# 天全紅四方面軍總部舊址
天全紅四方面軍總部舊址位於四川省雅安市天全縣，文物遺址年代判定為1935年-1936年。2007年6月1日公佈為四川省第七批文物保護單位。